# 阿亞梅
阿亞梅(1985年8月26日－)，本名蔡芳紜，台灣嘉義市人，網路作家。東吳大學經濟學系、國立交通大學經營管理研究所碩士畢業。2002年首度在成大貓咪樂園BBS發表第一部長篇小說《十七歲的法文課》，至今陸續出版十三部長篇小說，以及數篇短篇小說與其他網路小說家集結成書。2018年出版《我們不能是朋友》，並授權八大電視改編為台灣電視劇，由劉以豪、郭雪芙領銜主演。現為專職編劇，編劇作品皆以本名發表。

## 電視編劇作品
| 年份 | 劇名                       | 演員陣容                                     | 播出平台      | 備註           |
| ---- | -------------------------- | -------------------------------------------- | ------------- | -------------- |
| 2013 | 《真愛配方》               | 敖犬、林逸欣、周湯豪、魏蔓                   | 民視          | 協力編劇       |
| 2014 | 《俏摩女搶頭婚》           | 陳庭妮、黃河、謝佳見、夏若妍                 | TVBS          | 編劇           |
| 2015 | 《一見不鍾情》             | 楊丞琳、鄭愷、張勛傑、楊壹童                 | 湖南衛視      | 編劇           |
| 2016 | 《我和我的十七歲》         | 李國毅、謝欣穎、王家梁、周曉涵               | 東森          | 編劇           |
| 2016 | 《滾石愛情故事－愛我別走》 | 郭書瑤、林柏宏                               | 公視          | 協力編劇       |
| 2017 | 《愿有人陪你顛沛流離》     | 海鈴、薛澤源、孔垂楠                         | 優酷          | 編劇統籌       |
| 2019 | 《魂囚西門》               | 蕭敬騰、郭碧婷、鄭宜農、謝盈萱               | 公視、Netflix | 編劇           |
| 2019 | 《我們不能是朋友》         | 劉以豪、郭雪芙、孫其君、夏若妍、袁艾菲       | 八大電視      | 故事原創、編劇 |
| 2020 | 《覆活》                   | 邱勝翊、任容萱、吳岳擎、姚以緹               | 八大電視      | 編劇           |
| 2021 | 《比悲傷更悲傷的故事》     | 范少勳、王淨、王柏傑、邵雨薇、曾少宗、姚以緹 | Netflix       | 編劇           |

## 小說作品

### 長篇小說
- 《十七歲的法文課》，2002年，ISBN 9867892445
- 《深藍十二月》，2003年，ISBN 9867829255
- 《當雨季結束時》，2003年，ISBN 9867888596
- 《羞澀的陽光》，2003年，ISBN 9867888812
- 《遇見，相似的幸福》，2004年，ISBN 9867440196
- 《舊情沙發》，2005年，ISBN 9867440358
- 《公關通訊錄》，2005年，ISBN 986744051X
- 《尋找，格子衫》，2006年，ISBN 9867440722
- 《大三拉警報》，2006年，ISBN 9867440951
- 《月光王子》，2007年，ISBN 9789571036977
- 《非法移民》，2009年，ISBN 9789866369315
- 《說謊愛你，說謊不愛你》，2017年，ISBN 9789571370002
- 《我們不能是朋友》，2018年，ISBN 9789571373287
- 《喜歡是深深的愛》，2021年，ISBN 9789865497781

### 短篇小說
- 《冬雨》，2002年，收錄於《說再見的那一天》ISBN 9789866369315
- 《喔，你早》，2003年，收錄於《LovePost：我可以愛你嗎？》ISBN 9867888782
- 《折不斷的羽翼》，2004年，收錄於《LovePost：是你讓我相信愛》ISBN 986788888X
- 《當我偶爾想起你》，2004年，收錄於《LovePost：我很想你》ISBN 9867888928
- 《八零年代的方塊遊戲》，2004年，收錄於《LovePost：琉璃森林》ISBN 9867888979
- 《夏天的欖仁樹》，2004年，收錄於《LovePost：手中的愛情線》ISBN 9867440064
- 《有那麼些日子愛過》，2004年，收錄於《LovePost：給愛情一個期限》ISBN 9867440145
- 《公關通訊錄》，2004年，收錄於《LovePost：成全》ISBN 9867440226
- 《循著地址找愛情》，2005年，收錄於《LovePost：再見了，愛情》ISBN 9867440307
- 《沒事多搭訕》，2005年，收錄於《想你，24小時不打烊》ISBN 9867285158
- 《維納斯封印》，2006年，收錄於《皇家羅布斯塔的咖啡館奇遇》ISBN 986728531X

## 獎項紀錄
| 年份   | 頒獎典禮     | 獎項                     | 作品                           | 結果 |
| 2022年 | 第57屆金鐘獎 | 迷你劇集／電視電影編劇獎 | 《比悲傷更悲傷的故事：影集版》 | 提名 |

## 外部連結
阿亞梅官方網站 （页面存档备份，存于）

阿亞梅Facebook （页面存档备份，存于）